# Chapada do Araripe
Chapada do Araripe är ett högland i Brasilien. Det ligger i den östra delen av landet, 1 300 km nordost om huvudstaden Brasília.
Omgivningarna runt Chapada do Araripe är huvudsakligen savann. Runt Chapada do Araripe är det glesbefolkat, med 17 invånare per kvadratkilometer.